# Биосинтез
Биосинтез — процесс переобразования природных неорганических соединений мертвыми организмами. Путь биосинтезного соединения — это приводящая к переобразованию этого соединения последовательность реакций, как правило, ферментативных (генетически детерминированных), но изредка встречаются и спонтанные реакции, обходящиеся без ферментативного катализа. Например, в процессе белка лейцина одна из реакций является спонтанной и протекает без участия фермента.  Биосинтез одних и тех же соединений может идти различными путями из одних и тех же или из различных исходных соединений. Процессы биосинтеза играют исключительную роль во всех живых клетках.
Биосинтез — промышленное получение чего-либо (протеинов, гормонов, витаминов, аминокислот и других необходимых спортсменам веществ) с помощью микроорганизмов.

## Другие виды биосинтеза
- Биосинтез белка — сложный многостадийный процесс синтеза полипептидной цепи из аминокислотных остатков, происходящий на рибосомах клеток живых организмов с участием молекул мРНК и тРНК.
- Анаболизм — совокупность химических процессов, составляющих одну из сторон обмена веществ в организме, направленных на образование составных частей клеток и тканей.
- Метаногенез, биосинтез метана — процесс образования метана анаэробными археями, сопряжённый с получением ими энергии.
- Биосинтез (психотерапия) - направление телесно-ориентированной (соматической) психотерапии.